# Arslan senki
Arslan senki (jap. アルスラーン戦記 Arusurān senki; dosł. „Wojenna historia Arslana”) – japońska seria powieści fantasy Yoshikiego Tanaki, publikowana od 1986 roku. Do 2017 roku ukazało się 16 powieści i jedna historia poboczna w oficjalnym przewodniku Arslan senki tokuhon. Powstała w oparciu o perską epopeję Amir Arsalan-e Namdar. Na Zachodzie seria nosi tytuł „The Heroic Legend of Arslan” („Bohaterska legenda Arslana”).
Na podstawie powieści powstała manga, która otrzymała oryginalne zakończenie. Była publikowana od listopada 1991 roku do września 1996 roku. Powstały również dwa filmy anime oraz czteroczęściowa, niedokończona seria OVA. W 2013 roku magazyn Bessatsu Shōnen Magazine rozpoczął publikację drugiej serii mang, z ilustracjami Hiromu Arakawy. W 2015 roku rozpoczęto emisję serialu anime. Jego kontynuacja, zatytułowana Arslan senki: Fūjin ranbu (jap. アルスラーン戦記 風塵乱舞), miała swoją premierę 3 lipca 2016 roku.

## Opis fabuły
Seria opowiada o wyczynach Arslana, następcy tronu fikcyjnego królestwa Pars, które zostało przejęte przez sąsiednie państwo, Lusitanię, po tym, jak jego ojciec, król Andragoras III, padł ofiarą zdradzieckiego spisku kierowanego przez generała Kharlana i kilku z jego najbardziej zaufanych służących. Arslan ucieczką ratuje swoje życie i dołącza do swego wiernego sługi, Daryuna. Wspierany tylko przez kilku towarzyszy, w tym filozofa i taktyka – Narsusa i jego młodego sługi Elama, Farangis – chłodnej kapłanki i Gieve – wędrownego muzyka i kanciarza, Arslan musi stanąć przeciwko przytłaczającym siłom wroga, aby stworzyć armię na tyle silną, by wyzwolić swój naród spod kontroli wojska Lusitanii, prowadzonego przez nieuchwytnego wojownika znanego jako „Srebrna Maska”.

## Bohaterowie
Arslan (jap. アルスラーン Arusurān)
Seiyū: Kappei Yamaguchi (OVA), Yūsuke Kobayashi (TV anime) 
Daryun (jap. ダリューン Daryūn)
Seiyū: Kazuhiko Inoue (OVA), Yoshimasa Hosoya (TV anime) 
Narsus (jap. ナルサス Narusasu)
Seiyū: Kaneto Shiozawa (OVA), Daisuke Namikawa (TV anime) 
Elam (jap. エラム Eramu)
Seiyū: Nozomu Sasaki (OVA), Natsuki Hanae (TV anime) 
Gieve (jap. ギーヴ Gīvu)
Seiyū: Kazuki Yao (OVA), KENN (TV anime) 
Farangis (jap. ファランギース Farangīsu)
Seiyū: Masako Katsuki (OVA), Maaya Sakamoto (TV anime) 
Alfreed (jap. アルフリード Arufurīdo)
Seiyū: Kumiko Watanabe (OVA), Manami Numakura (TV anime) 
Jaswant (jap. ジャスワント Jasuwanto)
Seiyū: Hiro Yūki (OVA), Wataru Hatano (TV anime) 
Hilmes (jap. ヒルメス Hirumesu)/Srebrna Maska (jap. 銀仮面卿 Ginkamen Kyō)
Seiyū: Shūichi Ikeda (OVA), Yūki Kaji (TV anime) 
Etoile (jap. エトワール Etowāru)/Ester (jap. エステル Esuteru)
Seiyū: Kotono Mitsuishi (OVA), Yumi Uchiyama (TV anime) 

## Media

### Powieści
Oryginalna seria powieści, Arslan senki, została napisana przez dr. Yoshikiego Tanakę. Pierwsze dziesięć powieści wydało wydawnictwo Kadokawa w latach 1986-1999, a kolejne ukazały się nakładem wydawnictwa Kōbunsha z serii Kappa Novels.
Kadokawa
1. Ōto enjō (jap. 王都炎上) (1986 r., ISBN 4-04-166501-9)
2. Ōji futari (jap. 王子二人) (1987 r., ISBN 4-04-166502-7)
3. Rakujitsu hika (jap. 落日悲歌) (1987 r., ISBN 4-04-166503-5)
4. Kanketsu kōro (jap. 汗血公路) (1988 r., ISBN 4-04-166504-3)
5. Seiba koei (jap. 征馬孤影) (1989 r., ISBN 4-04-166505-1)
6. Fūjin ranbu (jap. 風塵乱舞) (1989 r., ISBN 4-04-166506-X)
7. Ōto dakkan (jap. 王都奪還) (1990 r., ISBN 4-04-166507-8)
8. Kamenheidan (jap. 仮面兵団) (1991 r., ISBN 4-04-166508-6)
9. Seiki ruten (jap. 旌旗流転) (1992 r., ISBN 4-04-166509-4)
10. Yōun gunkō (jap. 妖雲群行) (1999 r., ISBN 4-04-166510-8)

Kappa Novels
1. Magun shūrai (jap. 魔軍襲来) (2005 r., ISBN 978-4-334-07619-1)[5]
2. Ankoku shinden (jap. 暗黒神殿) (2006 r., ISBN 978-4-334-07644-3)[6]
3. Jao sairin (jap. 蛇王再臨) (2008 r., ISBN 978-4-334-07677-1)[7]
4. Tenchi meidō (jap. 天鳴地動) (2014 r., ISBN 978-4-334-07722-8)[8]
5. Senki futō (jap. 戦旗不倒) (2016 r., ISBN 978-4-334-07730-3)[9]
6. Tengai mugen (jap. 天涯無限) (2017 r., ISBN 978-4-334-07735-8)[10]

### Manga
Popularność powieści Arslan senki wpłynęła na powstanie jej mangowej adaptacji. Manga napisana przez Tanakę i zilustrowana przez Chisato Nakamurę została opublikowana przez wydawnictwo Kadokawa Shoten.
Druga mangowa adaptacja serii rozpoczęła serializację w magazynie Bessatsu Shōnen Magazine wydawnictwa Kōdansha w lipcu 2013 roku. Manga jest ilustrowana przez Hiromu Arakawę, która znana jest z takich tytułów jak Fullmetal Alchemist, czy Silver Spoon.
Ilustracje Chisato Nakamury
| Nr | Data wydania (język japoński) | ISBN (język japoński) |
| -- | ----------------------------- | --------------------- |
| 1  | listopad 1991                 | ISBN 4-04-852323-6    |
| 2  | maj 1992                      | ISBN 4-04-852324-4    |
| 3  | luty 1993                     | ISBN 4-04-852325-2    |
| 4  | maj 1993                      | ISBN 4-04-852326-0    |
| 5  | wrzesień 1993                 | ISBN 4-04-852435-6    |
| 6  | marzec 1994                   | ISBN 4-04-852436-4    |
| 7  | maj 1992                      | ISBN 4-04-852504-2    |
| 8  | grudzień 1994                 | ISBN 4-04-852533-6    |
| 9  | kwiecień 1995                 | ISBN 4-04-852534-4    |
| 10 | sierpień 1995                 | ISBN 4-04-852535-2    |
| 11 | listopad 1995                 | ISBN 4-04-852625-1    |
| 12 | marzec 1996                   | ISBN 4-04-852652-9    |
| 13 | wrzesień 1996                 | ISBN 4-04-852653-7    |

Ilustracje Hiromu Arakawy
| Nr | Data wydania (język japoński)                                                  | ISBN (język japoński)  |
| -- | ------------------------------------------------------------------------------ | ---------------------- |
| 1  | 9 kwietnia 2014                                                                | ISBN 978-4-06-395050-2 |
| 2  | 9 maja 2014                                                                    | ISBN 978-4-06-395063-2 |
| 3  | 9 lutego 2015                                                                  | ISBN 978-4-06-395307-7 |
| 4  | 9 października 2015                                                            | ISBN 978-4-06-395508-8 |
| 5  | 9 maja 2016 (edycja regularna) 9 maja 2016 (edycja limitowana z DVD)           | ISBN 978-4-06-395660-3 |
| 6  | 9 listopada 2016 (edycja regularna) 9 listopada 2016 (edycja limitowana z DVD) | ISBN 978-4-06-395793-8 |
| 7  | 9 maja 2017                                                                    | ISBN 978-4-06-395937-6 |
| 8  | 9 listopada 2017                                                               | ISBN 978-4-06-510379-1 |
| 9  | 9 maja 2018                                                                    | ISBN 978-4-06-511399-8 |
| 10 | 9 listopada 2018                                                               | ISBN 978-4-06-513236-4 |
| 11 | 9 maja 2019 9 maja 2019 (wydanie specjalne z Fusen Book)                       | ISBN 978-4-06-515077-1 |
| 12 | 8 listopada 2019                                                               | ISBN 978-4-06-517309-1 |
| 13 | 9 maja 2020 9 maja 2020 (wydanie specjalne)                                    | ISBN 978-4-06-518847-7 |
| 14 | 9 grudnia 2020 9 grudnia 2020 (wydanie specjalne)                              | ISBN 978-4-06-521680-4 |

### OVA
Pierwsze dwa odcinki OVA zostały wyprodukowane przez Kadokawa Shoten i Sony Music Entertainment Japan i wydane jako „filmy”, dlatego każdy z nich trwa godzinę zamiast tradycyjnie 30 min. Druga seria OVA była kontynuacją pierwszej, została wydana w 1993 roku.
| # | Tytuł | Premiera             |
| - | --- | -------------------- |
| – | Arslan senki Arusuran senki (アルスラーン戦記)                                                                   | 17 sierpnia 1991     |
| – | Arslan senki II Arusuran senki II (アルスラーン戦記II)                                                           | 18 lipca 1992        |
| – | Arslan senki III Arusuran senki III (Higashi no shiro, nishi no shiro) (アルスラーン戦記III（東の城、西の城）)   | 21 października 1993 |
| – | Arslan senki IV (Kanketsu kōro) Arusuran senki IV (Kanketsu kōro) (アルスラーン戦記IV（汗血公路）)               | 22 grudnia 1993      |
| – | Arslan senki V (Seiba kōei – jōkan) Arusuran senki V (Seiba kōei – jōkan) (アルスラーン戦記V（征馬孤影・上）)    | 21 sierpnia 1995     |
| – | Arslan senki VI (Seiba kōei – gekan) Arusuran senki VI (Seiba kōei – gekan) (アルスラーン戦記VI（征馬孤影・下）) | 21 września 1995     |

### Anime
Produkcja serialu anime, opartego na mandze Hiromu Arakawy, została ogłoszona 2 listopada 2014 roku. Serial został wyreżyserowany Noriyuki Abe, ze scenariuszem Makoto Uezu. Serial był emitowany od 5 kwietnia do 27 września 2015 na stacji MBS. Jego kontynuacja, zatytułowana Arslan senki: Fūjin ranbu (jap. アルスラーン戦記 風塵乱舞), miała swoją premierę 3 lipca 2016 roku.
Opening
- „Boku no kotoba de wa nai kore wa boku-tachi no kotoba” (jap. 僕の言葉ではない これは僕達の言葉) (odc. 1-13), śpiewa UVERworld
- „Uzu to uzu” (jap. 渦と渦) (odc. 14-25), śpiewa NICO Touches the Walls
- „Tsubasa” (jap. 翼) (sezon II), śpiewa Eir Aoi

Ending
- „Lapis Lazuli” (jap. ラピスラズリ Rapisu Razuri) (odc. 1-13), śpiewa Eir Aoi
- „One Light” (odc. 14-25), śpiewa Kalafina
- „blaze” (sezon II), śpiewa Kalafina

#### Sezon 1
| Nr | Tytuł                                                  | Premiera         |
| -- | ------------------------------------------------------ | ---------------- |
| 1  | Ecbatana no eiga (エクバターナの栄華)                  | 5 kwietnia 2015  |
| 2  | Jūyon-sai, uijin (十四歳、初陣)                        | 12 kwietnia 2015 |
| 3  | Kokui no kishi (黒衣の騎士)                            | 19 kwietnia 2015 |
| 4  | Ensei no gunshi (厭世の軍師)                           | 26 kwietnia 2015 |
| 5  | Ō toenjō ~Zenpen~ (王都炎上 〜前編〜)                  | 3 maja 2015      |
| 6  | Ō toenjō ~Kōhen~ (王都炎上 〜後編〜)                   | 10 maja 2015     |
| 7  | Bijo-tachi to tajū-tachi (美女たちと野獣たち)          | 17 maja 2015     |
| 8  | Uragiri no eiyū (裏切りの英雄)                         | 24 maja 2015     |
| 9  | Kamen no shita (仮面の下)                              | 31 maja 2015     |
| 10 | Kashān jōsai no omo (カシャーン城塞の主)               | 7 czerwca 2015   |
| 11 | Peshawar e no michi (ペシャワールへの道)               | 14 czerwca 2015  |
| 12 | Kishi no chūgi (騎士の忠義)                            | 21 czerwca 2015  |
| 13 | Ōji futari (王子二人)                                  | 28 czerwca 2015  |
| 14 | Ikoku no ōji (異国の王子)                              | 12 lipca 2015    |
| 15 | Shindra no kurohyō (シンドゥラの黒豹)                  | 19 lipca 2015    |
| 16 | Rakujitsu hika (落日悲歌)                              | 26 lipca 2015    |
| 17 | Shinzen kettō (神前決闘)                               | 2 sierpnia 2015  |
| 18 | Futatabi kawa o koete (ふたたび河をこえて)             | 9 sierpnia 2015  |
| 19 | Fuyu no owari (冬の終り)                               | 16 sierpnia 2015 |
| 20 | Kishi no sugao (騎士の素顔)                            | 23 sierpnia 2015 |
| 21 | Wakare no uta (別れの詩)                               | 30 sierpnia 2015 |
| 22 | Shutsugeki zen’ya (出撃前夜)                           | 6 września 2015  |
| 23 | Saint Emmanuel no Keep no tatakai (聖マヌエル城の攻防) | 13 września 2015 |
| 24 | Kessen (第二十四章決戦)                                | 20 września 2015 |
| 25 | Kanketsukōro (汗血公路)                                | 27 września 2015 |

#### Sezon 2
| Nr | Tytuł                                                  | Premiera         |
| -- | ------------------------------------------------------ | ---------------- |
| 1  | Turān-gun shinkō (トゥラーン軍侵攻)                    | 3 lipca 2016     |
| 2  | Ōja tai hasha (王者対覇者)                             | 10 lipca 2016    |
| 3  | Seiba koei (征馬孤影)                                  | 17 lipca 2016    |
| 4  | Riku no miyako to mizu no miyako to (陸の都と水の都と) | 24 lipca 2016    |
| 5  | Ketsubetsu (決別)                                      | 31 lipca 2016    |
| 6  | Retsu-ō no sainan (列王の災難)                         | 7 sierpnia 2016  |
| 7  | Niji no miyako (虹の都)                                | 14 sierpnia 2016 |
| 8  | Fūjin ranbu (風塵乱舞)                                 | 21 sierpnia 2016 |

### Gry komputerowe
19 listopada 1993 roku została wydana gra Arslan senki na konsolę Sega MegaCD. 1 października 2015 ukazała się gra Arslan senki × Musō (jap. アルスラーン戦記×無双) na konsole PS3 i PS4. 12 lutego 2016 roku Koei Tecmo wydało grę Arslan senki × Musō w Europie i Ameryce pod tytułem Arslan: The Warriors of Legend, na konsole PS3, PS4 oraz Xbox One.